# Sender Hardberg
Der Sendeturm Hardberg ist ein auf dem Hardberg (Odenwald) bei Abtsteinach errichteter Sendeturm des Hessischen Rundfunks für UKW-Rundfunk und Richtfunk.
Der 1988 in Stahlfachwerkbauweise errichtete Sendeturm Hardberg wiegt 130 t, ist 135 m hoch und steht auf einer Grundfläche von 12 m × 12 m.
Der Senderstandort wurde 1951 vom Hessischen Rundfunk in Betrieb genommen. Bis 1988 stand an dieser Stelle ein 115 m hoher Rohrmast, der 1951 errichtet wurde.

## Frequenzen und Programme

### Analoger Hörfunk (UKW)
Beim Antennendiagramm sind im Falle gerichteter Strahlung die Hauptstrahlrichtungen in Grad angegeben.
| Kanal (MHz) | Logo | Sendername | RDS (PS) | RDS (PI)             | Regional   | ERP (kW) | Antenne | Pol |
| ----------- | ---- | ---------- | -------- | -------------------- | ---------- | -------- | ------- | --- |
| 90,60       |      | hr1        | __hr1__  | D361                 | –          | 50       | rund    | H   |
| 92,70       |      | hr3        | __hr3__  | D363                 | –          | 50       | rund    | H   |
| 95,30       |      | You FM     | _YOU_FM_ | D366                 | –          | 50       | rund    | H   |
| 101,60      |      | hr4        | __hr4__  | D864 (regional) D364 | Rhein-Main | 50       | rund    | H   |

### Digitaler Hörfunk (DAB+)
Der hessische Rundfunk wird zum Jahresende 2015 mit der Ausstrahlung des DAB-Multiplex 'hr Radio' auf Kanal 7B beginnen. Die Umbauarbeiten an den Antennen liefen vom 10. August bis 16. Oktober 2015.
Am Abend des 19. Oktober 2015 begann die Ausstrahlung des HR-Muxes, der Bundesmux wurde am 2. November 2015 aufgeschaltet.
| Block                        | Programme | ERP (kW) | Antennendiagramm rund (ND)/gerichtet (D) | Gleichwellennetz (SFN) |
| ---------------------------- | --- | -------- | ---------------------------------------- | --- |
| 5C DR Deutschland (D__00188) | DAB+-Multiplex von Media Broadcast: - Absolut relax (72 kbps) - Dlf (104 kbps) - Dlf Kultur (112 kbps) - Dlf Nova (104 kbps) - DRadio DokDeb (48 kbps) - Energy Digital (72 kbps) - ERF Plus (64 kbps) - Klassik Radio (72 kbps) - Radio Bob (72 kbps) - Radio Horeb (48 kbps) - Radio Schlagerparadies (64 kbps) - Schwarzwaldradio (64 kbps) - sunshine live (72 kbps) - DRadio Daten (32 kbps Daten) - EPG Deutschland (16 kbps Daten) - TPEG (16 kbps Daten) - TPEG_MM (16 kbps Daten)                     | 10       | ND                                       | - Baden-Württemberg: Aalen, Baden-Baden (Fremersberg), Bad Mergentheim, Blauen, Brandenkopf, Donaueschingen, Feldberg im Schwarzwald, Freiburg (Vogtsburg-Totenkopf), Geislingen (Oberböhringen), Großerlach (Hohe Brach), Heidelberg (Königstuhl), Heilbronn (Schweinsberg), Hochrhein (Rickenbach), Hornisgrinde, Pforzheim (Schömberg-Langenbrand), Raichberg, Ravensburg (Höchsten), Reutlingen, Stuttgart (Frauenkopf), Ulm (Kuhberg) - Bayern: Amberg (Hirschau), Aschaffenburg (Pfaffenberg), Augsburg (Hotelturm), Bad Tölz (Gaißach), Bamberg (Geisberg), Büttelberg, Brotjacklriegel, Dillberg, Grünten, Herzogstand, Hochberg (Traunstein), Hoher Bogen, Inntal (Ebbs), Ingolstadt (Gelbelsee), Kreuzberg/Rhön, Landshut (Altdorf), München (Olympiaturm), Nennslingen (Büchelberg), Nürnberg, Oberammergau, Ochsenkopf, Passau, Pfänder, Pfaffenhofen, Pfarrkirchen, Pfronten, Regensburg (Hohe Linie), Unterringingen, Untersberg, Wendelstein (Bayrischzell), Würzburg (Frankenwarte) - Berlin: Berlin (Alexanderplatz), Berlin (Scholzplatz) - Brandenburg: Bad Belzig, Booßen, Brandenburg/Havel, Calau, Casekow, Cottbus, Eisenhüttenstadt, Petkus, Pritzwalk, Templin - Bremen: Bremen (Walle), Bremerhaven-Schiffdorf - Hamburg: Hamburg (Moorfleet), Hamburg (Heinrich-Hertz-Turm) - Hessen: Bad Hersfeld (Rimberg), Biedenkopf (Sackpfeife), Fulda (Hummelskopf), Frankfurt (Europaturm), Gelnhausen (Schnepfenkopf), Gießen (Dünsberg), Großer Feldberg, Hardberg, Hohe Wurzel, Hoher Meißner, Kassel (Habichtswald), Mainz-Kastel - Mecklenburg-Vorpommern: Garz (Rügen), Güstrow, Malchin, Neubrandenburg-Süd, Rostock (Toitenwinkel), Röbel, Schwerin (Zippendorf-Gr.Dreesch), Torgelow, Wismar/Rüggow, Züssow - Niedersachsen: Aurich-Popens, Braunschweig (Broitzem), Braunschweig (Drachenberg), Cuxhaven-Stadt, Dannenberg, Göttingen (Bovenden-Osterberg), Hannover (Telemax), Lingen, Lüneburg-Neu Wendhausen, Molbergen-Peheim, Osnabrück (Bramsche-Schleptruper Egge), Hildesheim (Sibbesse), Steinkimmen, Uelzen, Visselhövede, Wilhelmshaven - Nordrhein-Westfalen: Aachen (Karlshöhe), Bielefeld (Hünenburg), Bonn (Venusberg), Dortmund (Florianturm), Düsseldorf (Rheinturm), Eggegebirge, Herscheid, Hochsauerland (Hunau), Hürtgenwald-Großhau, Köln (Colonius), Langenberg, Lügde-Rischenau (Köterberg), Minden (Jakobsberg), Münster (Fernmeldeturm), Schöppingen, Siegen-Süd, Wesel - Rheinland-Pfalz: Bad Kreuznach (Schanzenkopf), Bad Marienberg (Westerwald), Bornberg, Daun (Eifel), Edenkoben (Kalmit), Heckenbach-Schöneberg (Ahrweiler), Idar-Oberstein, Kaiserslautern, Kettrichhof, Koblenz (Kühkopf), Trier (Petrisberg) - Saarland: Merzig-Merchingen, Saarbrücken (Schoksberg) - Sachsen: Chemnitz, Dresden, Geyer, Leipzig, Löbau, Neustadt, Oschatz, Schöneck, Zwickau Ost - Sachsen-Anhalt: Brocken, Burg, Dequede, Petersberg, Pettstädt (Weißenfels), Schneidlingen, Wittenberg - Schleswig-Holstein: Bungsberg, Flensburg, Heide, Helgoland, Hennstedt, Kiel (Kronshagen), Lübeck (Stockelsdorf), Schleswig, Niebüll (Süderlügum), Westerland (Sylt) - Thüringen: Bleßberg (Sonneberg), Erfurt-Hochheim, Gera, Inselsberg, Jena (Oßmaritz), Kulpenberg, Saalfeld (Remda), Lobenstein (Sieglitzberg), Weimar (Ettersberg) |
| 7B hr Radio (D__30122)       | DAB+-Multiplex des HR: - hr1 Rhein-Main (Süd) (88 kbps) - hr1 Nordhessen (Nord) (88 kbps) - hr1 Mittelhessen (Mitte) (88 kbps) - hr2 (136 kbps) - hr3 Rhein-Main (Süd) (88 kbps) - hr3 Nordhessen (Nord) (88 kbps) - hr3 Mittelhessen (Mitte) (88 kbps) - hr4 Rhein-Main (Süd) (88 kbps) - hr4 Nordhessen (Nord) (88 kbps) - hr4 Mittelhessen (Mitte) (88 kbps) - YOU FM (88 kbps) - hr-iNFO (88 kbps) - hr EPG (32 kbps) - hr journaline (32 kbps) - hr TPEG (32 kbps)                                        | 10       | ND                                       | - Nordhessen: Habichtswald, Hoher Meißner, Holzminden-Neuhaus, Haina/Hohes Lohr (geplant) - Osthessen: Heidelstein/Rhön, Kreuzberg, Rimberg, Schlüchtern, Bad Hersfeld (Wippershainer Höhe) (geplant) - Mittelhessen: Biedenkopf (Sackpfeife), Diez/Lahntal, Gießen (Dünsberg), Herborn-Burg, Driedorf/Höllberg (Westerwald), Hoherodskopf (Vogelsberg) (geplant) - Rhein/Main: Großer Feldberg (Taunus), Frankfurt (Europaturm), Gelnhausen (Schnepfenkopf), Hohe Wurzel, Mainz-Kastel - Südhessen: Darmstadt-Weiterstadt, Hardberg, Würzberg, Krehberg (Odenwald) (geplant) |
| 9D SWR BW N (D__00234)       | DAB+ Block des SWR - SWR1 BW (112 kbps) - SWR Kultur (128 kbps) - SWR3 (Rheinland bis Bodensee) (112 kbps) - SWR4 HN (Studio Heilbronn) (112 kbps) - SWR4 KA (Studio Karlsruhe) (112 kbps) - SWR4 MA (Studio Mannheim) (112 kbps) - SWR4 S (Studio Stuttgart) (112 kbps) - SWR4 UL (Studio Ulm) (112 kbps) - SWR Aktuell (72 kbps) - DASDING (112 kbps) - EPG (24 kbps) - TPEG (16 kbps) | 5        | ND                                       | Aalen, Baden-Baden (Merkur), Bad Mergentheim (Am Kettenwald), Buchen (Odenwald), Ettlingen (Wattkopf), Hardberg, Heidelberg (Königstuhl), Heidenheim-Osterholz, Heilbronn (Weinsberg), Herbrechtingen, Langenbrand, Mannheim-Oststadt, Mühlacker, Murgtal (Draberg), Geislingen (Oberböhringen), Schwäbisch Gmünd, Stuttgart (Fernsehturm), Stuttgart (Funkhaus), Waldenburg (Friedrichsberg), Wertheim |
| 12C HESSEN SÜD (D__00207)    | DAB-Multiplex der Hessen Digital Radio: - Antenne Mainz (56 kbps) - Antenne Wiesbaden (ab 02. Mai 2025) - bigFM Hessen (72 kbps) - 80er Radio Harmony (80 kbps) - Hit Radio FFH (F) (80 kbps) - Hit Radio FFH (DA) (80 kbps) - planet radio (80 kbps) - Radio Bollerwagen (72 kbps) - Radio Darmstadt (64 kbps) - Radio Frankfurt (56 kbps) - Radio RheinWelle 92,5 (64 kbps) - Radio Rüsselsheim (64 kbps) - Radio Teddy (56 kbps) - Radio Vidovdan (72 kbps) - Radio X (64 kbps) - The Wolf Hessen (72 kbps) | 10       | D                                        | Großer Feldberg (Taunus), Frankfurt (Europaturm), Hardberg (Odenwald), Hohe Wurzel, Mainz-Kastel |

### Analoges Fernsehen (PAL)
Bis zur Abschaltung der analogen Ausstrahlung von Fernsehprogrammen in Hessen am 29. Mai 2006 wurde von hier folgendes Programm im Sendeverfahren PAL ausgestrahlt:
| Kanal | Frequenz (MHz) | Programm       | ERP (kW) | Sendediagramm rund (ND)/ gerichtet (D) | Polarisation horizontal (H)/ vertikal (V) |
| ----- | -------------- | -------------- | -------- | -------------------------------------- | ----------------------------------------- |
| 5     | 175,25         | Das Erste (hr) | 10       | ND                                     | H                                         |

Die Versorgung mit digitalem Fernsehen (DVB-T) erfolgt heute vom Sender Würzberg.